# Las vidas posibles
Las vidas posibles je německo-argentinský nezávislý dramatický film z roku 2007, který natočila argentinská režisérka Sandra Gugliotta. Hlavní roli ztvárnila Ana Celentano, jejíž manžel (Germán Palacios) odjel do Patagonie na pracovní cestu. Protože však nedorazil do cíle, vydá se jej jeho žena hledat.

## Příběh
Luciano je geolog žijící v Buenos Aires se svou manželkou Carlou, grafičkou. Jednoho dne se vydá na pracovní cestu na úplný jih Argentiny, do Patagonie, kam často jezdí. Když jej chce žena telefonicky kontaktovat, v hotelu, který má rezervovaný, jí sdělí, že dosud nedorazil. Neodpovídá ani mobilem, kde na Carlu vždy čeká jen hlasová schránka. Na policii však grafička nedokáže říct nic konkrétního, z hlavy si nepamatuje ani jméno města, kam manžel jel. Jedinou informaci, kterou má, je, že přiletěl do Patagonie, pronajal si auto a cestou jí volal z čerpací stanice asi 300 km před cílem. Poté už o něm nemá žádné zprávy a ani neví, proč by ji opouštěl.
Zoufalá Carla nakonec sama dorazí do Patagonie. S pronajatým vozem se vydá na stejnou cestu a poblíž benzínky, odkud jí Luciano telefonoval, se zastaví u policejního komisaře Gutiérreze, který jí sdělí, že ve zdejší pustině, kde v okolí široko daleko téměř nikdo není, je prakticky nemožné někoho najít. Za poslední měsíc se v horách ztratilo už osm lidí, kteří sem přijeli z města a nemají s touto oblastí zkušenosti. Slíbí jí ale, že se po muži podívá. Carla dorazí do hotelu, kde měl manžel rezervovaný pokoj. Protože je stále volný, ubytuje se v něm a na vlastní pěst chce pátrat. Když sedí v kavárně, projde kolem okna zarostlý muž, jenž vypadá jak Luciano. Ten poté odjede autem s mladou ženou. Carla je svým vozem následuje až k jednomu odlehlému domku, v němž oba bydlí.
I další den muže sleduje, tentokrát do realitní kanceláře, kde pracuje. Je však podivné, že ji nepoznal, když ji viděl. Carla se po telefonu vyzpovídá své sestře Eleně, která se rozhodne do Patagonie taky přiletět. Mezitím Carla předstírá zájem o koupi domu v okolí a jedná s mužem v kanceláři. Dozví se, že se jmenuje Luis a že tu žije šest let se svou manželkou Marcíou, která pracuje v kavárně. Recepční jí řekne prakticky totéž a ani staré telefonní seznamy nemluví jinak. Carla pár tajně sleduje a v dalších dnech se vydá s Luisem na prohlídku vybraných domů. Dostane také vzkaz, že má rychle kontaktovat policii. Do města dorazí Elena, která se sama vydá za komisařem Gutiérrezem zjistit, co se děje. Ten nakonec Carle zavolá, že našli v jezeře u silnice pronajaté auto i mobilní telefon, který odpovídá Lucianovu. Žena se rozhodne zprávu ignorovat a na schůzce s Luisem se spolu vyspí, neboť je přesvědčená, že ho miluje. Další den jí Elena řekne, že policie našla i tělo, které má Carla identifikovat. Sestry se společně vydají na patologii, kde Carla ale odmítne přijmout skutečnost a prohlásí, že to není její manžel. Další noc stráví s Luisem, jenž poté odjede na lodi rybařit na jezero, zatímco Marcía stojí na molu. Na Carlu, která si prohlíží poničené manželovo auto, poté dojde dojde tíha událostí a začne plakat.

## Obsazení
- Germán Palacios jako Luciano Andrade a jako Luis Miconi
- Ana Celentano jako Carla Andrade
- Marina Glezer jako Elena
- Guillermo Arengo jako komisař Gutiérrez
- Ricardo Díaz Mourelle jako policejní důstojník
- Osmar Núñez jako recepční
- Natalia Oreiro jako Marcía Miconi

## Produkce
Jako svůj druhý celovečerní film začala od roku 2003 připravovat argentinská režisérka Sandra Gugliotta příběh Las vidas posibles dle vlastního scénáře, jenž vychází z povídky, kterou dříve napsala jako vůbec své první dílo. Scénář získal podporu 60 tisíc eur z fondu Berlínského filmového festivalu. Filmařka odjela počátkem července 2005 na jih Argentiny, kde se měl snímek natáčet. V hlavních rolích se měli představit Germán Palacios a Valeria Bertuccelli. V následujících týdnech bylo ještě upraveno obsazení, místo Valerie Bertuccelli definitivně získala roli Ana Celentano, další postavy měli ztvárnit Marina Glezer a Guillermo Arengo. Natáčení, v produkci argentinských společností El Angel Films, 16M a německé fieber.film, začalo v polovině srpna 2005 a skončilo počátkem října téhož roku. Filmaři využili lokace města El Calafate, jeho okolí v provincii Santa Cruz (např. osada Punta Bandera, rovněž na břehu jezera Argentino) dalších odlehlých míst v Patagonii, národního parku Los Glaciares; nakonec štáb natáčel i v Buenos Aires. Po svém návratu z Ruska se k obsazení v první polovině září přidala také Natalia Oreiro, která svoji účast popsala jako hodně malou a téměř nemluvící roli. Oreiro se dříve sama režisérce e-mailem ozvala, že by měla o snímek, o němž se dozvěděla od kamarádky, zájem. Filmařka, která nevěřila, že by to ona populární herečka opravdu byla, následně zřídila falešný casting, kam však Oreiro skutečně dorazila. Pro její roli, která byla původně určená pro někoho jiného, poté narychlo proběhly kamerové zkoušky.
Během roku 2006 probíhala postprodukce snímku. Ta byla počátkem roku 2007 dokončena, nezávislý snímek navíc tehdy získal 10 tisíc dolarů od neziskové organizace Global Film Initiative, která uvedla, že film „nabízí perspektivu každodenního života v Argentině s dokonalým příběhem, který zaujme inovativním přístupem k postavám a osobitým stylem vyprávění, střihu a postupů.“ Teprve na konci roku 2007 bylo ohlášeno datum uvedení filmu do argentinských kin, které bylo stanoveno na 7. února 2008.
Hudbu pro film napsal argentinský skladatel Sebastián Escofet, který soundtrackové album zveřejnil na svých webových stránkách. V roce 2008 bylo také vydáno na CD.

## Vydání
Film Las vidas posibles byl nejprve promítán na festivalech. Svoji světovou premiéru si odbyl na festivalu nezávislých filmů v Buenos Aires dne 12. dubna 2007. V květnu 2007 byl promítán ve francouzském Cannes a v dalším průběhu roku 2007 jej diváci měli možnost zhlédnout také například na festivalech v Locarnu (Švýcarsko), Berlíně (Německo), Terstu (Itálie), Pinamaru (Argentina), Vlissingenu (Nizozemsko) či Jakartě (Indonésie). I během roku 2008 byl uváděn na festivalech, například v Tandilu. Celkově byl v průběhu let 2007 a 2008 promítán na více než dvaceti festivalech po celém světě.
Do argentinských kin byl film Las vidas posibles uveden 7. února 2008. Díky úspěchu na festivalu v Locarnu byl snímek od května 2008 promítán také v kinech ve Švýcarsku a 19. prosince 2008 byl zařazen i na program biografů v Urugayi. Organizace Global Film Initiative přivezla film také do USA a Kanady, kde jej promítala ve vybraných městech.
V roce 2008 byl film vydán na DVD, o dva roky později vyšla v USA lokalizovaná verze DVD.

## Přijetí
Film Las vidas posibles nebyl nikdy dán do široké kinodistribuce. Při promítání v argentinských kinech od února 2008 byl nasazen do pěti kinosálů, v Uruguayi na konci téhož roku do dvou sálů. Tomu odpovídá nízká návštěvnost a nízké tržby. V Argentině utržil snímek v přepočtu asi 19 200 dolarů, v Urugayi pak během dvou týdnů promítání v přepočtu asi 650 dolarů. Návštěvnost v argentinských kinech dosáhla 7342 diváků. Ve Švýcarsku zhlédlo film v omezené distribuci 2506 diváků.
Na festivalu v Locarnu byl film oceněn zvláštní zmínkou poroty CICAE, z festivalu v Brazílii si přivezla cenu Ana Celentano a v argentinském Tandilu věnovala porota zvláštní zmínku režisérce Sandře Gugliotta. Snímek Las vidas posibles byl nominován v pěti kategoriích na argentinskou filmovou cenu Cóndor de Plata za rok 2008. Získal jednu cenu, a to v kategorii Ženský objev roku, v níž zvítězila Ana Celentano.
Deník La Nación uvedl, že se režisérce Sandře Gugliotta podařilo svoji představivost přetavit ve film, který se zabývá dvěma osamělými dušemi a v němž je skrze postavu manžela spojena minulost a současnost. Pochvalně zmínil herecký výkon Germána Palacia, jenž ztvárnil roli se složitou strukturou, i Any Celentano, která zde představila své pevné herecké základy doplněné vřelostí a něhou. Tuto ústřední dvojici pak dobře doplňovala malá role Natalie Oreiro. List byl spokojený i s kamerou, která ukázala krásy opuštěné Patagonie, a hudbou, jež ve slabém rytmu příhodně doplňovala záběry.